# Wasserball-Weltmeisterschaften 2013
Die Wasserball-Weltmeisterschaft 2013 wurde vom 21. Juli bis zum 3. August im Piscines Bernat Picornell in Barcelona, Spanien ausgetragen.
Sowohl bei den Männern als auch bei den Frauen spielten 16 Teams um den Weltmeistertitel.

## Turnier der Männer

### Gruppeneinteilung der Vorrunde
| Gruppe A     | Gruppe B           | Gruppe C            | Gruppe D    |
| ------------ | ------------------ | ------------------- | ----------- |
| Montenegro   | Kroatien           | Serbien             | Italien     |
| Spanien      | Kanada             | Ungarn              | Deutschland |
| Griechenland | Vereinigte Staaten | Australien          | Rumänien    |
| Neuseeland   | Südafrika          | Volksrepublik China | Kasachstan  |

### Gruppe A
| Pl. | Team         | Sp. | S | U | N | Tore  | Diff. | Pkt. |
| --- | ------------ | --- | - | - | - | ----- | ----- | ---- |
| 1   | Griechenland | 3   | 3 | 0 | 0 | 38:15 | +23   | 6    |
| 2   | Montenegro   | 3   | 2 | 0 | 1 | 34:12 | +22   | 4    |
| 3   | Spanien      | 3   | 1 | 0 | 2 | 30:18 | +12   | 2    |
| 4   | Neuseeland   | 3   | 0 | 0 | 3 | 8:65  | −57   | 0    |

| 22. Juli | Montenegro | – | Griechenland | 4:6  |
|          | Spanien    | – | Neuseeland   | 18:3 |
| 24. Juli | Neuseeland | – | Griechenland | 4:24 |
|          | Montenegro | – | Spanien      | 7:5  |
| 26. Juli | Montenegro | – | Neuseeland   | 23:1 |
|          | Spanien    | – | Griechenland | 7:8  |

### Gruppe B
| Pl. | Team               | Sp. | S | U | N | Tore  | Diff. | Pkt. |
| --- | ------------------ | --- | - | - | - | ----- | ----- | ---- |
| 1   | Kroatien           | 3   | 3 | 0 | 0 | 41:15 | +26   | 6    |
| 2   | Vereinigte Staaten | 3   | 2 | 0 | 1 | 31:19 | +12   | 4    |
| 3   | Kanada             | 3   | 1 | 0 | 2 | 32:32 | 0     | 2    |
| 4   | Südafrika          | 3   | 0 | 0 | 3 | 14:52 | −38   | 0    |

| 22. Juli | Kroatien  | – | Vereinigte Staaten | 9:7   |
|          | Kanada    | – | Südafrika          | 17:11 |
| 24. Juli | Südafrika | – | Vereinigte Staaten | 3:16  |
|          | Kroatien  | – | Kanada             | 13:8  |
| 26. Juli | Kroatien  | – | Südafrika          | 19:0  |
|          | Kanada    | – | Vereinigte Staaten | 7:8   |

### Gruppe C
| Pl. | Team                | Sp. | S | U | N | Tore  | Diff. | Pkt. |
| --- | ------------------- | --- | - | - | - | ----- | ----- | ---- |
| 1   | Serbien             | 3   | 3 | 0 | 0 | 39:26 | +13   | 6    |
| 2   | Ungarn              | 3   | 1 | 1 | 1 | 32:27 | +5    | 2    |
| 3   | Australien          | 3   | 1 | 1 | 1 | 25:26 | −1    | 2    |
| 4   | Volksrepublik China | 3   | 0 | 0 | 3 | 21:38 | −17   | 0    |

| 22. Juli | Serbien | – | Australien | 10:7  |
|          | Ungarn  | – | China      | 13:5  |
| 24. Juli | China   | – | Australien | 7:9   |
|          | Serbien | – | Ungarn     | 13:10 |
| 26. Juli | Serbien | – | China      | 16:9  |
|          | Ungarn  | – | Australien | 9:9   |

### Gruppe D
| Pl. | Team        | Sp. | S | U | N | Tore  | Diff. | Pkt. |
| --- | ----------- | --- | - | - | - | ----- | ----- | ---- |
| 1   | Italien     | 3   | 3 | 0 | 0 | 32:18 | +14   | 6    |
| 2   | Deutschland | 3   | 2 | 0 | 1 | 26:26 | 0     | 4    |
| 3   | Kasachstan  | 3   | 1 | 0 | 2 | 21:25 | −4    | 2    |
| 4   | Rumänien    | 3   | 0 | 0 | 3 | 16:26 | −10   | 0    |

| 22. Juli | Italien     | – | Rumänien    | 10:4 |
|          | Deutschland | – | Kasachstan  | 9:8  |
| 24. Juli | Kasachstan  | – | Rumänien    | 7:4  |
|          | Italien     | – | Deutschland | 10:8 |
| 26. Juli | Italien     | – | Kasachstan  | 12:6 |
|          | Deutschland | – | Rumänien    | 9:8  |

### Hauptrunde
| Hauptrunde |                    |   |                     |      |
| 28. Juli   | Griechenland       | – | Südafrika           | 13:5 |
|            | Montenegro         | – | Kanada              | 12:4 |
|            | Kroatien           | – | Neuseeland          | 21:4 |
|            | Vereinigte Staaten | – | Spanien             | 6:10 |
|            | Serbien            | – | Rumänien            | 13:5 |
|            | Ungarn             | – | Kasachstan          | 16:7 |
|            | Italien            | – | Volksrepublik China | 11:3 |
|            | Deutschland        | – | Australien          | 4:8  |

### Viertelfinale
Für das Viertelfinale qualifizieren sich jeweils die Gewinner aus den Spielen der Hauptrunde.
| Viertelfinale |              |   |            |     |
| 30. Juli      | Griechenland | – | Ungarn     | 3:9 |
|               | Kroatien     | – | Australien | 7:6 |
|               | Montenegro   | – | Serbien    | 9:8 |
|               | Spanien      | – | Italien    | 3:4 |

Die Gewinner der Begegnungen qualifizieren sich für das Halbfinale. Die Verlierer spielen um Platz fünf bis acht.

### Platzierungsspiele um Platz 5 bis 8

#### Vorspiele
Vor den Platzierungsspielen werden noch die Begegnungen ausgespielt.
Hier spielt ein Verlierer aus dem Viertelfinale gegen einen anderen Verlierer aus dem Viertelfinale.
| Vorspiele um Platz 5–8 |              |   |            |       |
| 1. August              | Griechenland | – | Australien | 11:9  |
|                        | Serbien      | – | Spanien    | 13:14 |

#### Spiel um Platz 7
| Spiel um Platz 7 |            |   |         |      |
| 3. August        | Australien | – | Serbien | 7:13 |

#### Spiel um Platz 5
| Spiel um Platz 5 |              |   |         |      |
| 3. August        | Griechenland | – | Spanien | 8:10 |

### Halbfinale
Das Halbfinale wird von den Gewinnern der Viertelfinals ausgetragen.
| Halbfinale |            |   |          |       |
| 1. August  | Ungarn     | – | Kroatien | 11:10 |
|            | Montenegro | – | Italien  | 10:8  |

### Spiel um Platz drei
| Spiel um Platz 3 |          |   |         |      |
| 3. August        | Kroatien | – | Italien | 10:8 |

### Finale
| Finale    |        |   |            |     |
| 3. August | Ungarn | – | Montenegro | 8:7 |

### Endergebnis
| Platz | Land         | Flagge       | Code |
| ----- | ------------ | ------------ | ---- |
| 1.    | Ungarn       | Ungarn       | HUN  |
| 2.    | Montenegro   | Montenegro   | MNE  |
| 3.    | Kroatien     | Kroatien     | CRO  |
| 4.    | Italien      | Italien      | ITA  |
| 5.    | Spanien      | Spanien      | ESP  |
| 6.    | Griechenland | Griechenland | GRE  |
| 7.    | Serbien      | Serbien      | SRB  |
| 8.    | Australien   | Australien   | AUS  |

## Turnier der Frauen

### Gruppeneinteilung der Vorrunde
| Gruppe A    | Gruppe B            | Gruppe C           | Gruppe D   |
| ----------- | ------------------- | ------------------ | ---------- |
| Spanien     | Australien          | Vereinigte Staaten | Ungarn     |
| Russland    | Volksrepublik China | Kanada             | Italien    |
| Niederlande | Neuseeland          | Griechenland       | Brasilien  |
| Usbekistan  | Südafrika           | Großbritannien     | Kasachstan |

### Gruppe A
| Pl. | Team        | Sp. | S | U | N | Tore  | Diff. | Pkt. |
| --- | ----------- | --- | - | - | - | ----- | ----- | ---- |
| 1   | Russland    | 3   | 2 | 1 | 0 | 41:24 | +17   | 5    |
| 2   | Spanien     | 3   | 2 | 0 | 1 | 40:23 | +17   | 4    |
| 3   | Niederlande | 3   | 1 | 1 | 1 | 54:29 | +25   | 3    |
| 4   | Usbekistan  | 3   | 0 | 0 | 3 | 13:72 | −59   | 0    |

| 21. Juli | Spanien    | – | Niederlande | 14:12 |
|          | Russland   | – | Usbekistan  | 22:6  |
| 23. Juli | Usbekistan | – | Niederlande | 3:30  |
|          | Spanien    | – | Russland    | 6:7   |
| 25. Juli | Spanien    | – | Usbekistan  | 20:4  |
|          | Russland   | – | Niederlande | 12:12 |

### Gruppe B
| Pl. | Team                | Sp. | S | U | N | Tore  | Diff. | Pkt. |
| --- | ------------------- | --- | - | - | - | ----- | ----- | ---- |
| 1   | Australien          | 3   | 3 | 0 | 0 | 45:10 | +35   | 6    |
| 2   | Volksrepublik China | 3   | 2 | 0 | 1 | 35:21 | +14   | 4    |
| 3   | Neuseeland          | 3   | 1 | 0 | 2 | 22:35 | −13   | 2    |
| 4   | Südafrika           | 3   | 0 | 0 | 3 | 10:46 | −36   | 0    |

| 21. Juli | Australien | – | Neuseeland | 15:4 |
|          | China      | – | Südafrika  | 17:2 |
| 23. Juli | Südafrika  | – | Neuseeland | 7:13 |
|          | Australien | – | China      | 14:5 |
| 25. Juli | Australien | – | Südafrika  | 16:1 |
|          | China      | – | Neuseeland | 13:5 |

### Gruppe C
| Pl. | Team               | Sp. | S | U | N | Tore  | Diff. | Pkt. |
| --- | ------------------ | --- | - | - | - | ----- | ----- | ---- |
| 1   | Vereinigte Staaten | 3   | 3 | 0 | 0 | 38:20 | +18   | 6    |
| 2   | Kanada             | 3   | 1 | 1 | 1 | 30:27 | +3    | 3    |
| 3   | Griechenland       | 3   | 1 | 1 | 1 | 29:27 | +2    | 3    |
| 4   | Großbritannien     | 3   | 0 | 0 | 3 | 20:43 | −23   | 0    |

| 21. Juli | Vereinigte Staaten | – | Griechenland   | 12:8 |
|          | Kanada             | – | Großbritannien | 14:9 |
| 23. Juli | Großbritannien     | – | Griechenland   | 7:13 |
|          | Vereinigte Staaten | – | Kanada         | 10:8 |
| 25. Juli | Vereinigte Staaten | – | Großbritannien | 16:4 |
|          | Kanada             | – | Griechenland   | 8:8  |

### Gruppe D
| Pl. | Team       | Sp. | S | U | N | Tore  | Diff. | Pkt. |
| --- | ---------- | --- | - | - | - | ----- | ----- | ---- |
| 1   | Ungarn     | 3   | 3 | 0 | 0 | 48:17 | +31   | 6    |
| 2   | Italien    | 3   | 2 | 0 | 1 | 26:22 | +4    | 4    |
| 3   | Kasachstan | 3   | 1 | 0 | 2 | 23:32 | −9    | 2    |
| 4   | Brasilien  | 3   | 0 | 0 | 3 | 16:42 | −26   | 0    |

| 21. Juli | Ungarn     | – | Brasilien  | 20:6 |
|          | Italien    | – | Kasachstan | 9:7  |
| 23. Juli | Kasachstan | – | Brasilien  | 9:5  |
|          | Ungarn     | – | Italien    | 10:4 |
| 25. Juli | Ungarn     | – | Kasachstan | 18:7 |
|          | Italien    | – | Brasilien  | 13:5 |

### Hauptrunde
| Hauptrunde |                     |   |                |       |
| 27. Juli   | Russland            | – | Südafrika      | 22:3  |
|            | Spanien             | – | Neuseeland     | 18:6  |
|            | Australien          | – | Usbekistan     | 25:2  |
|            | Volksrepublik China | – | Niederlande    | 10:11 |
|            | Vereinigte Staaten  | – | Brasilien      | 14:3  |
|            | Kanada              | – | Kasachstan     | 14:8  |
|            | Ungarn              | – | Großbritannien | 14:5  |
|            | Italien             | – | Griechenland   | 12:13 |

### Viertelfinale
Für das Viertelfinale qualifizieren sich jeweils die Gewinner aus den Spielen der Hauptrunde.
| Viertelfinale |             |   |                    |      |
| 29. Juli      | Russland    | – | Kanada             | 17:9 |
|               | Australien  | – | Griechenland       | 9:5  |
|               | Spanien     | – | Vereinigte Staaten | 9:6  |
|               | Niederlande | – | Ungarn             | 7:11 |

Die Gewinner der Begegnungen qualifizieren sich für das Halbfinale. Die Verlierer spielen um Platz fünf bis acht.

### Platzierungsspiele um Platz 5 bis 8

#### Vorspiele
Vor den Platzierungsspielen werden noch die Begegnungen ausgespielt.
Hier spielt ein Verlierer aus dem Viertelfinale gegen einen anderen Verlierer aus dem Viertelfinale.
| Vorspiele um Platz 5–8 |                    |   |              |       |
| 31. Juli               | Kanada             | – | Griechenland | 8:12  |
|                        | Vereinigte Staaten | – | Niederlande  | 12:11 |

#### Spiel um Platz 7
| Spiel um Platz 7 |        |   |             |      |
| 2. August        | Kanada | – | Niederlande | 9:12 |

#### Spiel um Platz 5
| Spiel um Platz 5 |              |   |                    |       |
| 2. August        | Griechenland | – | Vereinigte Staaten | 12:15 |

### Halbfinale
Das Halbfinale wird von den Gewinnern der Viertelfinals ausgetragen.
| Halbfinale |          |   |            |       |
| 31. Juli   | Russland | – | Australien | 6:9   |
|            | Spanien  | – | Ungarn     | 13:12 |

### Spiel um Platz drei
| Spiel um Platz 3 |          |   |        |      |
| 2. August        | Russland | – | Ungarn | 8:10 |

### Finale
| Finale    |            |   |         |     |
| 2. August | Australien | – | Spanien | 6:8 |

### Platzierungstabelle
| Platz | Land                   | Athleten | Trainer             |
| ----- | ---------------------- | --- | ------------------- |
| 1     | Spanien                | Laura Ester, Marta Bach, Anna Espar, Roser Tarragó, Matilde Ortiz, Jennifer Pareja (C), Lorena Miranda, Pilar Peña, Andrea Blas, Ona Meseguer, Maria García Godoy, Laura López, Patricia Herrera                                                                                              | Miki Oca            |
| 2     | Australien             | Lea Barta, Jayde Appel, Hannah Buckling, Holly Lincoln-Smith, Isabel Bishop, Bronwen Knox (C), Rowena Webster, Glencora McGhie, Zoe Arancini, Ashleigh Southern, Keesja Gofers, Nicola Zagame, Kelsey Wakefield                                                                               | Greg McFadden       |
| 3     | Ungarn                 | Flora Bolonyai, Anna Krisztina Illes, Dora Antal, Dora Agnes Kisteleki, Gabriella Szűcs, Orsolya Takács (C), Ibolya Kitti Miskolczi, Rita Keszthelyi, Ildiko Toth, Barbara Bujka, Krisztina Garda, Kata Maria Menczinger, Orsolya Kasó                                                        | Andras Meresz       |
| 4     | Russland               | Anna Ustyukhina, Diana Antonova, Ekaterina Prokofyeva, Elvina Karimova, Alexandra Antonova, Olga Belova, Ekaterina Tankeeva, Anna Grineva, Anna Timofeeva, Olga Beliaeva, Evgeniya Ivanova (C), Ekaterina Zelentsova, Anna Karnaukh                                                           | Mikhail Nakoryakov  |
| 5     | Vereinigte Staaten     | Elizabeth Armstrong, Lauren Silver, Melissa Seidemann, Rachel Fattal, Caroline Clark, Margaret Steffens, Courtney Mathewson (C), Kiley Neushul, Jillian Kraus, Kelly Rulon, Annika Dries, Kami Craig, Tumuaialii Anae                                                                         | Adam Krikorian      |
| 6     | Griechenland           | Eleni Kouvdou, Christina Tsoukala, Vasiliki Diamantopoulou, Ilektra Maria Psouni, Margarita Plevritou, Alkisti Avramidou, Alexandra Asimaki, Antigoni Roumpesi (C), Christina Kotsiam, Triantafyllia Manolioudaki, Eleftheria Plevritou, Alkistis Christina Benekou, Chrysoula Diamantopoulou | Georgios Morfesis   |
| 7     | Niederlande            | Ilse van der Meijden, Yasemin Smit (C), Marloes Nijhuis, Biurakn Hakhverdian, Sabrina van der Sloot, Nomi Stomphorst, Iefke van Belkum, Vivian Sevenich, Carolina Slagter, Dagmar Genee, Lieke Klaassen, Ieonie van der Molen, Anne Heinis                                                    | Mauro Maugeri       |
| 8     | Kanada                 | Michele Relton, Krystina Alogbo (C), Katrina Monton, Emma Wright, Monika Eggens, Sophie Baron la Salle, Joelle Bekhazi, Dominique Perreault, Carmen Eggens, Christine Robinson, Stephanie Valin, Marina Radu, Nicola Colterjohn                                                               | Guy Baker           |
| 9     | Volksrepublik China    | Jun Yang, Fei Teng, Ping Liu, Yujun Sun (C), Jin He, Yating Sun, Donglun Song, Lu Xu, Xiaohan Mei, Huanhuan Ma, Cong Zhang, Qun Xia, Ying Wang | Alexandre Kleimenov |
| 10    | Italien                | Elena Gigli, Francesca Pomeri, Arianna Garibotti, Federica Radicchi, Elisa Queirolo, Rosaria Aiello, Tania Di Mario (C), Roberta Bianconi, Giulia Enrica Emmolo, Valeria Palmieri, Aleksandra Cotti, Teresa Frassinetti, Loredana Sparano                                                     | Fabio Conti         |
| 11    | Kasachstan             | Alexandra Zharkova, Natalya Shepelina, Aizhan Akilbayeva, Anna Turova, Anastassiya Mirshina, Anna Zubkova, Natalya Alexandrova, Yekaterina Glushkova, Assel Jakayeva (C), Marina Gritsenko, Alexandra Rozhentsevar, Assem Mussarova, Kristina Krassikova                                      | Andrey Sazykin      |
| 12    | Neuseeland             | Brooke Millar, Emily Cox (C), Kelly Mason, Nicole Lewis, Alexandra Boyd, Lynlee Smith, Sarah Landry, Danielle Lewis, Lauren Sieprath, Casie Bowry, Kirsten Hudson, Alexandra Myles, Ianeta Hutchinson                                                                                         | Attila Biro         |
| 13    | Vereinigtes Königreich | Rosemary Morris (C), Chloe Wilcox, Fiona McCann, Ciara Gibson-Byrne, Ainee Hoy, Claire Nixon, Lisa Gibson, Hazel Musgrove, Peggy Etiebet, Angela Winstanley-Smith, Francesca Clayton, Kathryn Fowler, Jade Smith                                                                              | Paul Metz           |
| 14    | Brasilien              | Manuela Canetti, Diana Abla, Marina Zablith, Marina Canetti (C), Lucianne Maia, Adhara Santoro, Melani Dias, Izabella Chiappini, Victoria Muratore, Flavia Vigna, Mirella Coutinho, Viviane Bahia, Victoria Chamorro                                                                          | Sandy Nitta         |
| 15    | Südafrika              | Anke Jacobs, Kimberly Schmidt, Kieran Paley, Christy Rawstron, Megan Schooling, Tarryn Schooling, Kimberly Kay, Lee-Anne Keet, Delaine Christian, Marcelle Keet, Lindsay Killeen, Kelsey White (C), Thembelihle Mkize                                                                         | Brad Rowe           |
| 16    | Usbekistan             | Elena Dukhanova, Diana Dadabaeva, Aleksandra Sarancha, Angelina Djumalieva, Evgeniya Ivanova, Ekaterina Morozova, Natalya Plyusova, Anna Shcheglova, Ramilya Halikova, Adelina Zinurova, Guzelya Hamitova, Anna Plyusova, Natalya Shlyoonskaya                                                | Akbar Sadikov       |
|       |                        | (C) = Mannschaftskapitän |                     |